# Colombes
 Colombes  es una localidad y comuna de Francia, en la región de Isla de Francia, departamento de Altos del Sena, en el distrito de Nanterre. Es cabecera de tres cantones: Colombes-Nord-Est, Colombes-Nord-Ouest y Colombes-Sud.
Está situado a 10,6 kilómetros del centro de París y no está integrada en ninguna Communauté de communes.

## Demografía
| 1 863 | 2 430 | 1 627 | 1 584 | 1 548 | 1 557 | 1 658 | 1 649 | 1 906 | 2 805 | 3 678 | 5 133 | 6 640 | 9 877 | 14 254 | 18 918 | 16 798 | 23 061 | 29 143 | 22 862 | 32 271 | 42 590 | 57 313 | 61 944 | 61 047 | 67 909 | 76 918 | 80 357 | 83 390 | 78 777 | 78 513 | 76 757 | 82 300 | 82 552 |
| Para los censos de 1962 a 1999 la población legal corresponde a la población sin duplicidades (Fuente: INSEE [Consultar]) |       |       |       |       |       |       |       |       |       |       |       |       |       |        |        |        |        |        |        |        |        |        |        |        |        |        |        |        |        |        |        |        |        |